# Dholawira
Dholawira – starożytna osada protomiejska na terenie należącym do cywilizacji doliny Indusu, obecnie stanowisko archeologiczne w zachodnich Indiach, w stanie Gudźarat, w dystrykcie Kaććh. Lokalnie znane także jako Kotada timba. Stanowisko stanowi jedne z najlepiej zachowanych ruin kultury harappańskiej. Osadę często nawiedzały trzęsienia ziemi, w tym jedno szczególnie silne około roku 2600 p.n.e.
W 2021 roku wpisane na listę światowego dziedzictwa UNESCO pod nazwą Dholawira – miasto kultury harappańskiej.

## Lokalizacja
Dholawira położona jest na szerokości geograficznej Zwrotnika Raka. Jest piątym co do wielkości znanym ośrodkiem kultury harappańskiej w ogóle, a na terenie samych Indii jest największym ośrodkiem należącym do tej cywilizacji. Położona na wyspie Khadir Bet, na terenie sezonowego solniska o nazwie Wielki Rann. Ruiny miasta mają kształt czworoboku i zajmują powierzchnię 47 hektarów. Leżą one pomiędzy dwoma sezonowymi strumieniami, Mansar na północy i Manhar na południu. Uważa się, że miejsce to było zamieszkane od ok. 2650 p.n.e., stopniowo wyludniając się po ok. 2100 p.n.e., a następnie zostało na krótko opuszczone, by zostać ponownie zamieszkałym przed 1450 p.n.e. Z nowszych badań wynika, że zamieszkanie rozpoczęło się znacznie wcześniej, bo już około 3500 p.n.e. (a więc przed właściwą kulturą harappańską) i trwało do ok. 1800 p.n.e. (wczesna część późnego okresu Harappy).

## Odkrycie
Miejsce to zostało pierwotnie odkryte przez mieszkańca wioski Dholavira, Shambhudana Gadhvi, na początku lat 60. XX wieku, który starał się zwrócić uwagę na stanowisko administracji rządowej. Miejsce zostało „oficjalnie” odkryte w latach 1967–1968 przez J. P. Joshiego z Archaeological Survey of India (ASI). Okazało się być piątym co do wielkości z ośmiu znanych głównych stanowisk Harappan. Od 1990 roku prowadzone są tu regularnie wykopaliska przez ASI, które wyraziło opinię, że „Dholawira rzeczywiście dodała nowych wymiarów osobowości cywilizacji doliny Indusu”.
Pozostałe wielkie ośrodki harappańskie, które do tej pory odkryto, to: Harappa, Mohendżo Daro, Ganeriwala, Rakhigarhi, Kalibangan, Rupnagar oraz Lothal.

## Chronologia
Ravindra Singh Bisht, kierujący wykopaliskami w Dholawirze, pierwotnie zdefiniował siedem następujących faz rozwoju stanowiska:
| Faza     | Lata             | Opis                                                                            |
| -------- | ---------------- | ------------------------------------------------------------------------------- |
| Faza I   | 2650–2550 p.n.e. | Przejście od kultury wczesnoharappańskiej do kultury Harappy właściwej, część A |
| Faza II  | 2550–2500 p.n.e. | Przejście od kultury wczesnoharappańskiej do kultury Harappy właściwej, część B |
| Faza III | 2500–2200 p.n.e. | Kultura harappańska, etap A                                                     |
| Faza IV  | 2200–2000 p.n.e. | Kultura harappańska, etap B                                                     |
| Faza V   | 2000–1900 p.n.e. | Kultura harappańska, etap C                                                     |
|          | 1900–1850 p.n.e. | Opuszczenie miasta                                                              |
| Faza VI  | 1850–1750 p.n.e. | Okres późnoharappański (post-miejski), etap A                                   |
|          | 1750–1650 p.n.e. | Opuszczenie miasta                                                              |
| Faza VII | 1650–1450 p.n.e. | Okres późnoharappański (post-miejski), etap B                                   |

Ogólny plan Dholawiry

Badania metodą datowania radiowęglowego opublikowane w 2019 roku oraz stylistyczne podobieństwo ceramiki dholawirskiej do kultury Amri II-B wskazują, że osadnictwo na terenie miasta jest znacznie starsze, niż pierwotnie sądzono. W związku z tym nazwy dwóch pierwszych faz powinny brzmieć: Przedharappańska Kultura Dholawirska (I oraz II) z równoczesnym przesunięciem okresu trwania Fazy I na lata 3500–3200 p.n.e. oraz Fazy II na lata 3200–2600 p.n.e.

## Wykopaliska
Wykopaliska w Dholawirze zostały rozpoczęte w 1989 roku przez ASI (Archaeological Survey of India) pod kierownictwem Bishta, a w latach 1990–2005 przeprowadzono 13 wykopalisk terenowych. Wykopaliska ujawniły regularny układ urbanistyczny i architekturę budowli oraz odkryto dużą liczbę zabytków, takich jak kości zwierząt, złoto, srebro, ozdoby z terakoty, ceramikę i naczynia z brązu. Archeolodzy uważają, że Dholawira była ważnym ośrodkiem handlowym wśród osad w południowym Gudźaracie, Sindhu Pendżabie i całej Azji Zachodniej.

## Architektura
Datowane na starsze niż portowe miasto Lothal, miasto Dholawira ma prostokątny kształt oraz rozciąga się na powierzchni 48 hektarów – ma 771,1 metrów długości i 616,85 metrów szerokości. W przeciwieństwie do Harappy i Mohendżo Daro, miasto zostało zbudowane według przygotowanego wcześniej planu geometrycznego i zostało podzielone na trzy części – cytadelę, miasto środkowe i miasto dolne.
Akropol (cytadela) i środkowe miasto posiadają własne umocnienia obronne, bramy, obszary zabudowane, systemy ulic, studnie i duże otwarte przestrzenie. Akropol jest ponadto najsolidniej ufortyfikowanym i złożonym obszarem w całym mieście, w którym zajmuje większą część jego południowo-zachodniej strefy. Górująca nad miastem „cytadela” otoczona jest systemem podwójnych wałów obronnych. Obok znajduje się miejsce zwane „bailey”, gdzie mieszkali ważni urzędnicy. Rozległe fragmenty fortyfikacji rozciągają się też poza głównym obszarem obwarowanym, są one jednak integralną częścią całego założenia. Poza murami natrafiono również na ślady innej osady.
Najbardziej wyróżniającą miasto cechą jest to, że prawie wszystkie jego budynki, przynajmniej w obecnym stanie zachowania, zostały zbudowane z kamienia, podczas gdy większość innych miejsc kultury harappańskiej, w tym sama Harappa i Mohendżo Daro, jest zbudowana prawie wyłącznie z cegły.

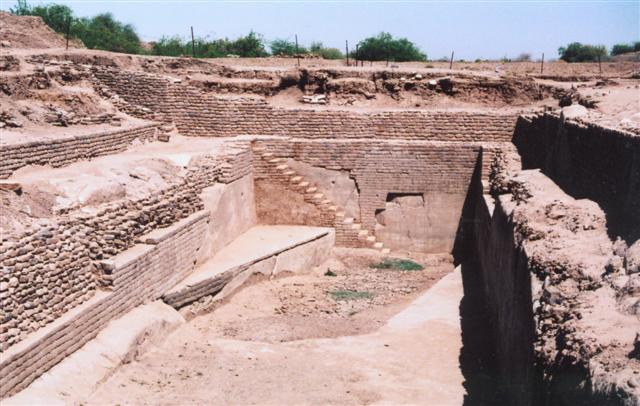
Jeden ze zbiorników wodnych – łaźnia schodkowa

### Zbiorniki wodne
Bisht, który przeszedł na emeryturę jako Dyrektor Generalny ASI, powiedział: „Ten rodzaj wydajnego systemu Harappanów z Dholawiry, opracowanego w celu ochrony, zbierania i magazynowania wody, mówi wiele o ich zaawansowanej inżynierii hydraulicznej, biorąc pod uwagę stan technologii w trzecim tysiącleciu p.n.e.”
Jedną z unikalnych cech Dholawiry jest rozwinięty i skomplikowany system zbierania i przechowywania wody oraz budowy i utrzymania kanałów i zbiorników, najwcześniejszy znaleziony gdziekolwiek na świecie, zbudowany całkowicie z kamienia.
Miasto miało wielkie zbiorniki na wodę, z których trzy zostały już odkopane w ramach prowadzonych wykopalisk. Były one wykorzystywane do przechowywania deszczówki lub wody pobieranej z dwóch pobliskich strumieni. Było to odpowiedzią na pustynny klimat i warunki regionu Kaććh, gdzie opady mogą nie występować przez kilka lat z rzędu. Sezonowy strumień, który płynie w pobliżu miasta z północy na południe, został spiętrzony w kilku punktach w celu gromadzenia wody. W 1998 roku odkryto na tym miejscu kolejny zbiornik.
Mieszkańcy Dholawiry zbudowali szesnaście (lub więcej) zbiorników wodnych o różnej wielkości w III fazie rozwoju miasta. Niektóre z nich wykorzystywały spore nachylenie terenu w obrębie osady – spadek o 13 metrów z północnego wschodu na północny zachód. Odkryto również zbiorniki wykute w litej skale. Ostatnie prace ujawniły dwa duże zbiorniki wodne, jeden na wschód od zamku i jeden na południe od niego, w pobliżu Annexe.
Zbiorniki wycięte w kamieniu mają około 7 metrów głębokości i 79 metrów długości. Otaczają miasto, podczas gdy cytadela i łaźnia znajdują się centralnie na wzniesieniu. Jest tam również duża studnia z wykutym w kamieniu korytem łączącym ją z odpływem przeznaczonym do odprowadzania wody do zbiornika magazynowego. Zbiornik przeznaczony do kąpieli miał stopnie ułatwiające wejście i wyjście.
W październiku 2014 roku rozpoczęto wykopaliska w prostokątnym zbiorniku schodkowym o długości 73,4 metra, szerokości 29,3 metra i głębokości 10 metrów, co czyni go trzy razy większym od Wielkiej Łaźni w Mohendżo Daro.

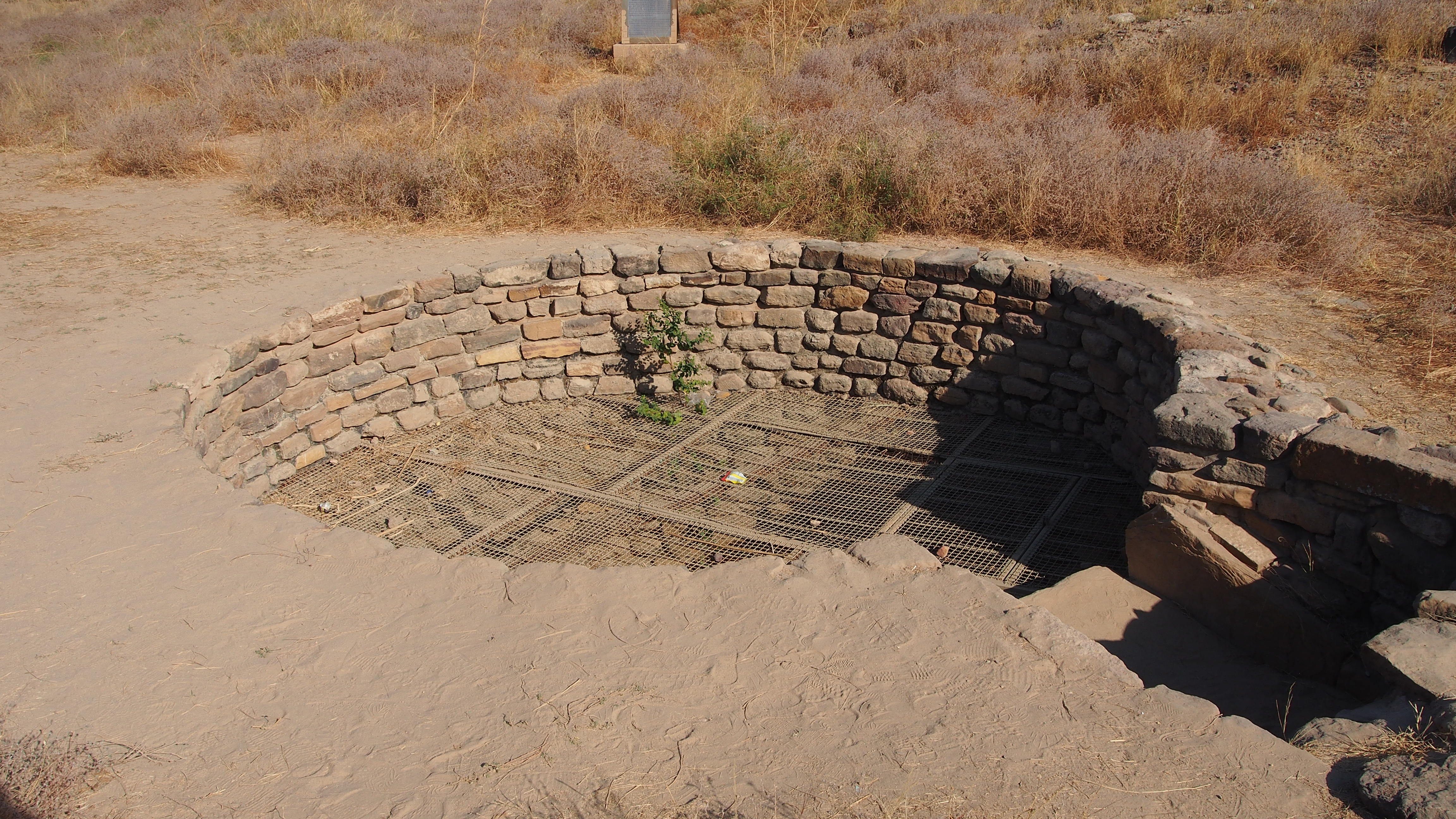
Kamienna studnia w Dholawirze

### Inne obiekty
Uważa się, że ogromna okrągła struktura w Dholawirze jest grobem lub pomnikiem, chociaż nie znaleziono w niej szkieletów ani innych szczątków ludzkich. Struktura składa się z dziesięciu promienistych ścian z cegły mułowej zbudowanych w kształcie koła szprychowego. Wykonana z piaskowca figurka mężczyzny pozbawionego głowy i stóp została znaleziona we wschodniej bramie miasta. Znaleziono również wiele struktur grobowych (chociaż wszystkie oprócz jednej były pozbawione szkieletów), a w nich także kawałki ceramiki, pieczęcie terakotowe, bransolety, pierścienie, koraliki i ryciny intaglio.

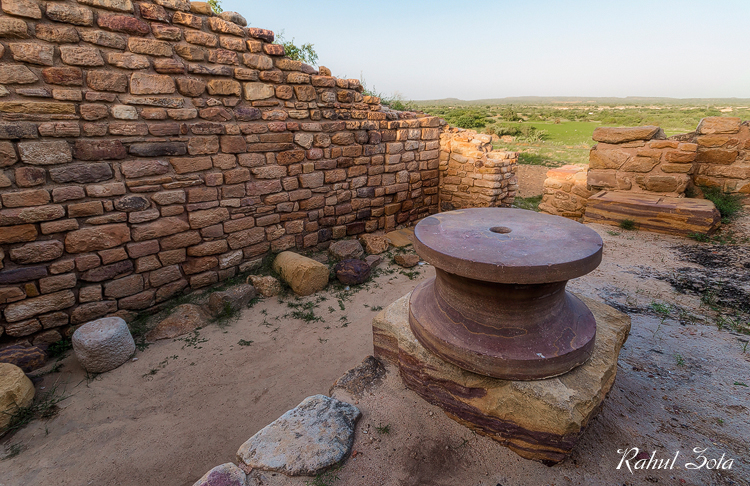
Brama wschodnia

### Konstrukcje półkoliste
W Dholavirze znaleziono siedem konstrukcji półkulistych, z których dwie zostały szczegółowo przebadane. Zbudowano je nad dużymi, wykutymi w skale komorami, z cegły mułowej, a nie kamienia, jak większość budowli w mieście. Jedna z odkrytych konstrukcji została zaprojektowana w formie koła szprychowego. Druga została również zaprojektowana w podobny sposób, ale jako koło bez „szprych”. Chociaż zawierały one przedmioty grobowe w postaci ceramiki, nie znaleziono w nich żadnych szkieletów, z wyjątkiem jednego grobu, w którym znaleziono szkielet i miedziane lustro. Naszyjnik z koralików steatytowych nawleczonych na miedziany drut z haczykami na obu końcach, złotą bransoletę, złoto i inne koraliki również znaleziono w jednej z półkulistych struktur.
Archaeological Survey of India, które przeprowadziło wykopaliska, uważa, że te „półkuliste struktury przypominają wczesne stupy buddyjskie” i że „konstrukcja koła szprychowego i koła bezszprychowego przypominają również Sararata-chakra-citi i sapradhi-rata-chakra-citi wspomniane w Śatapathabrahmana i Śulbasutras”.

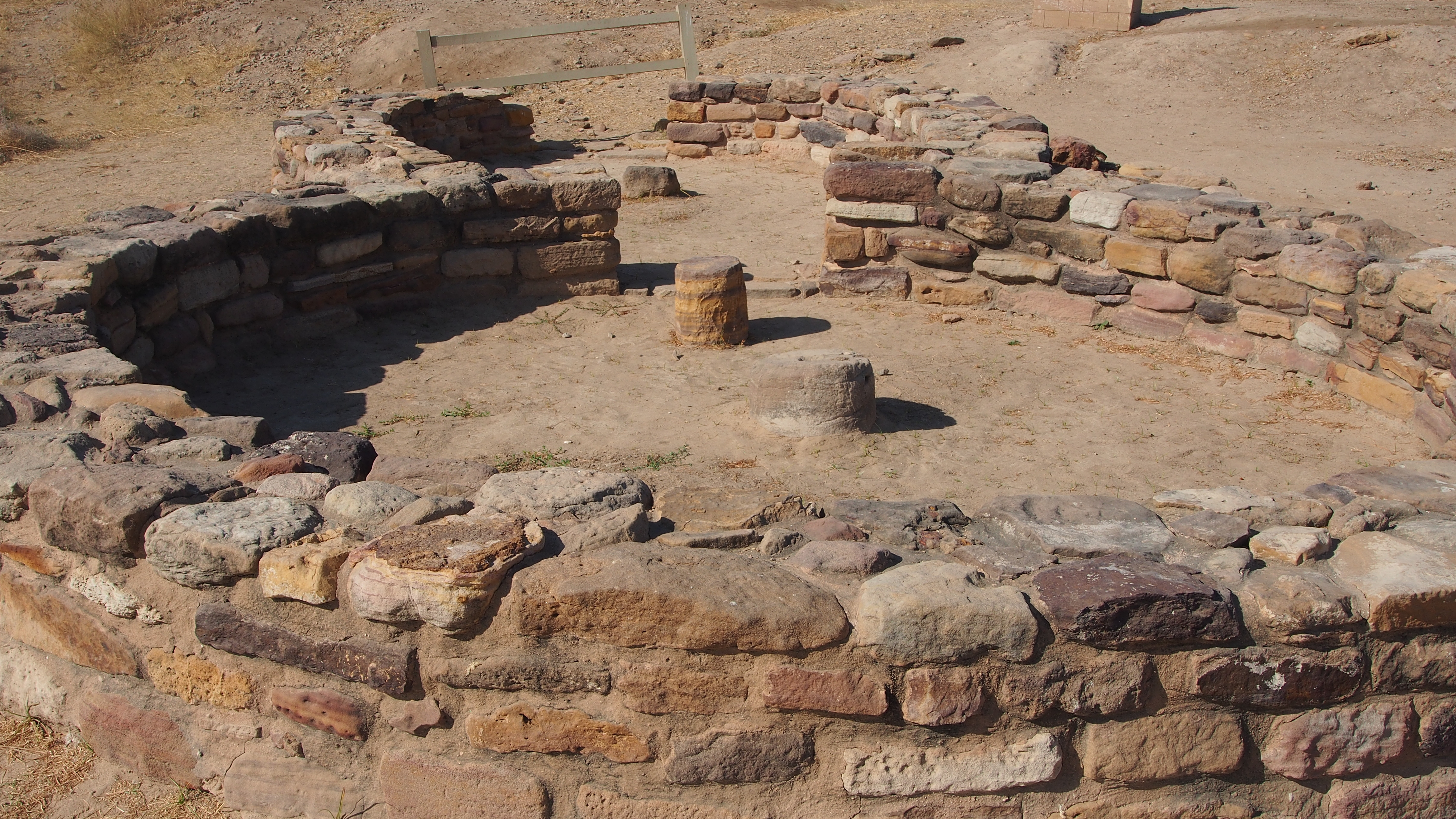
Pozostałości okrągłego domu w Dholawirze

## Znaleziska
Na stanowisku archeologicznym w Dholawirze licznie występuje malowana, głównie na czarno i czerwono, ceramika typowa dla kultury harappańskiej, kwadratowe pieczęcie stemplowe, zarówno ze znakami i pismem induskim, jak i nie zawierające żadnych znaków. Wykopano wielki szyld o długości około 3 metrów zawierający dziesięć liter pisma induskiego. Znaleziono również jedną słabo zachowaną figurę mężczyzny w pozycji siedzącej wykonaną z kamienia, porównywalną do dwóch wysokiej jakości kamiennych rzeźb znalezionych w Harappie. W tym miejscu znaleziono również duże, czarne dzbany z zaostrzoną podstawą. Na tym stanowisku odkryto również olbrzymi brązowy młot, duże dłuto, brązowe lusterko podręczne, złoty drut, złoty kolczyk do ucha, złote kulki z otworami, miedziane celty i bransolety, bransolety z muszli, kamienne symbole falliczne, okrągłą pieczęć, garbate zwierzęta przypominające wielbłądy, ceramikę z malowanymi motywami, kielichy, podstawki pod naczynia, perforowane dzbany, terakotowe naczynia w dobrym stanie, elementy architektoniczne wykonane z kamieni balastowych, kamienie do mielenia, moździerze itp. Znaleziono również kamienne odważniki o różnych wymiarach.

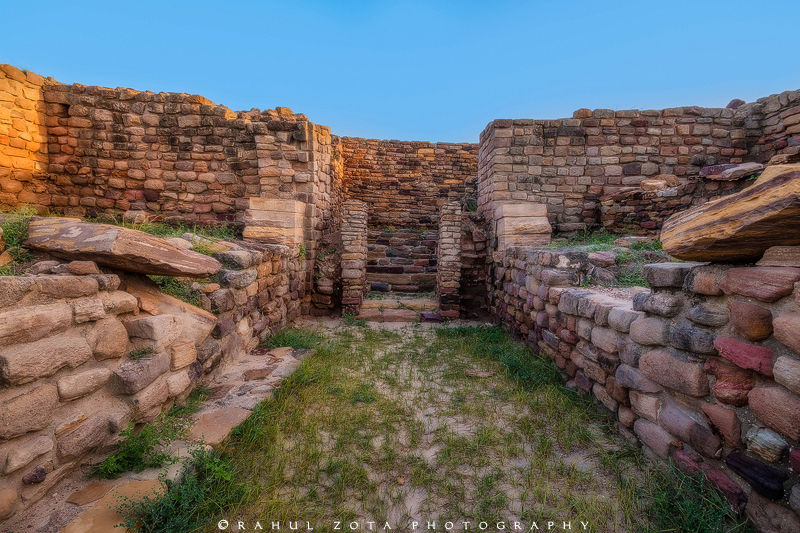
Brama północna

## Szlak nadmorski
Badacze sugerują, że istniała trasa przybrzeżna łącząca Lothal i Dholawirę z Sutkagen Dor na wybrzeżu Mekranu, a także z innymi ośrodkami.

## Język i pismo
Mieszkańcy Dholawiry, należący do cywilizacji doliny Indusu mówili nieznanym językiem, a ich pismo nie zostało dotychczas rozszyfrowane. Uważa się, że miało około 400 podstawowych znaków z wieloma odmianami. Znaki te mogły oznaczać zarówno słowa, jak i sylaby. Kierunek pisma był zazwyczaj od prawej do lewej. Większość zachowanych napisów znajduje się na pieczęciach (głównie wykonanych z kamienia) i fragmentach gliny, na których pieczęć była dociskana, aby pozostawić jej odcisk. Niektóre napisy znajdują się również na miedzianych tabliczkach, brązowych narzędziach i małych przedmiotach wykonanych z terakoty, kamienia i fajansu. Pieczęcie mogły być używane w handlu, a także do pracy administracyjnej. Wiele zapisanych materiałów znaleziono w Mohendżo Daro i innych miejscach cywilizacji doliny Indusu.

### Tablica z Dholawiry

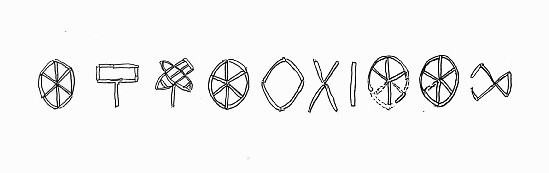
Dziesięć symboli induskich z północnej bramy w Dholawirze, nazywanych Tablicą z Dholawiry.

Najbardziej znaczące odkrycie w Dholawirze zostało dokonane w jednym z bocznych pomieszczeń północnej bramy miasta i jest znane jako Tablica z Dholawiry. Jest to jedna z dłuższych znanych inskrypcji zapisanych w piśmie induskim. Na drewnianym panelu znajduje się 10 symboli, każdy z nich ma około 37 centymetrów wysokości, a tablica, na której umieszczono znaki, miała około 3 metrów długości. Jeden z symboli powtarza się 4 razy. Symbole są wykonane z białego gipsu używanego jak płytki mozaikowe, które przymocowane były do drewnianej deski. Drewno zgniło, a symbole zachowały się na podłodze. Bisht twierdzi, że napis pochodzi najprawdopodobniej z IV fazy rozwoju miasta, a więc z lat 2200–2000 p.n.e. Duży rozmiar napisu i jego publiczny charakter sprawiają, że jest to kluczowy dowód cytowany przez uczonych twierdzących, że pismo induskie reprezentuje pełną piśmienność używających go ludzi. Na tym stanowisku archeologicznym znajduje się również czteroznakowa inskrypcja z dużymi literami wyrytymi w piaskowcu, uważana za pierwszą tego typu inskrypcję na piaskowcu odkrytą w kulturze Harappy.